# Nymphon macilentum
Nymphon macilentum is een zeespin uit de familie Nymphonidae. De soort behoort tot het geslacht Nymphon. Nymphon macilentum werd in 1981 voor het eerst wetenschappelijk beschreven door Stock. 